# La stella spezzata
La stella spezzata (The Broken Star) è un film del 1956 diretto da Lesley Selander.
È un western statunitense con Howard Duff, Lita Baron, Bill Williams e Douglas Fowley.

## Produzione
Il film, diretto da Lesley Selander su una sceneggiatura di John C. Higgins, fu prodotto da Howard W. Koch per la Bel-Air Productions e la Northridge Productions e girato negli studios di Old Tucson a Tucson, Arizona, da inizio a metà ottobre 1955.

## Distribuzione
Il film fu distribuito con il titolo The Broken Star negli Stati Uniti nell'aprile del 1956 al cinema dalla United Artists.
Altre distribuzioni:
- in Germania Ovest il 20 settembre 1957 (Gegen das Gesetz)
- in Austria nel febbraio del 1958 (Gegen das Gesetz)
- in Brasile (Escravo do Ouro)
- in Spagna (El sheriff corrupto)
- in Grecia (Petaxte ta opla)
- in Italia (La stella spezzata)

## Promozione
La tagline è: BEHIND HIS BADGE WAS THE HEART OF AN OUTLAW KILLER!.